# 1962 год в музыке

## События
- 24 января — Брайан Эпштейн становится менеджером The Beatles.
- 16 августа — The Beatles выгоняют Пита Беста и на его место приходит Ринго Старр.
- 23 августа — Джон Леннон женится на Синтии Пауэлл.
- Началась музыкальная карьера Стиви Уандера

## Награды
- «Грэмми» за альбом года — Вон Мидер за «The First Family»
- «Грэмми» за запись года — Тони Беннетт за «I Left My Heart in San Francisco»

### Зал славы кантри
- Рой Экафф[1]

## Выпущенные альбомы
- Joan Baez in Concert — Джоан Баэз
- Peppermint twist (Адриано Челентано)
- Surfin' Safari — The Beach Boys (дебютный альбом)
- Bob Dylan — Боб Дилан (дебютный альбом)
- The Soulful Moods of Marvin Gaye — Марвин Гэй (дебютный альбом)
- Crying — Рой Орбисон

## Лучшие песни года
- «Up on the Roof» (The Drifters)
- «Please Please Me» (The Beatles)
- «I Can’t Stop Loving You» (Рэй Чарльз)
- «Boom Boom» (Джон Ли Хукер)
- «He’s a Rebel» (The Crystals)
- «The Loco-Motion» (Литл Ива)

## Лучшие песни года (СССР)
- «Течёт Волга» (Людмила Зыкина)
- «Я тебя подожду» (Майя Кристалинская)
- «А у нас во дворе» (Иосиф Кобзон)
- «Песня о друге» (Валентин Никулин)
- «Палуба» (Олег Анофриев)
- «Хорошие девчата» (квартет «Улыбка»)
- «Песенка о морском дьяволе» (Нонна Суханова)
- «Старый клён» (Люсьена Овчинникова и Николай Погодин)

## Продажи
- Самый продаваемый сингл в США (Billboard Hot 100) — «I Can’t Stop Loving You» (Рэй Чарльз)
- Самый продаваемый сингл в Великобритании — «I Remember You» (Фрэнк Айфилд)
- Самая продаваемая пластинка в СССР — «Пусть всегда будет солнце» (Тамара Миансарова) и (Иосиф Кобзон)
- Самый продаваемый альбом в США и Великобритании — звуковая дорожка к фильму «Вестсайдская история» (Леонард Бернстайн)

## Родились

### Январь
- 12 января — Сергей Минаев — советский и российский певец, музыкант, композитор и шоумен[2]
- 18 января — Тамара Гвердцители — советская, грузинская и российская эстрадная певица и композитор
- 28 января  — Лариса Брохман — российская актриса озвучивания и певица, участница трио «Мультики»

### Февраль
- 6 февраля — Эксл Роуз — американский музыкант, вокалист группы Guns N’ Roses
- 7 февраля — Дэвид Брайан — американский музыкант, клавишник группы Bon Jovi
- 10 февраля — Клифф Бёртон (ум. 1986) — американский музыкант, бас-гитарист групп Trauma и Metallica
- 11 февраля — Шерил Кроу — американская певица, гитаристка и автор песен
- 13 февраля — Максим Леонидов — советский и российский певец, музыкант и автор песен, вокалист и гитарист группы «Секрет»
- 15 февраля — Сергей Вихарев (ум. 2017) — советский и российский актёр и хореограф, балетмейстер Мариинского театра

### Март
- 2 марта — Джон Бон Джови — американский певец и музыкант, вокалист и гитарист группы Bon Jovi
- 10 марта — Евгений Шейко (ум. 2020) — советский и российский дирижёр и музыкальный педагог
- 15 марта — Стив Кой (ум. 2018) — британский музыкант, продюсер и композитор, барабанщик группы Dead or Alive

### Апрель
- 7 апреля — Михаил Круг (ум. 2002) — советский и российский певец, поэт, композитор и автор-исполнитель
- 8 апреля — Иззи Стрэдлин — американский музыкант, гитарист группы Guns N’ Roses
- 11 апреля — Рами Меир (ум. 2023) — израильский художник, музыкант и автор песен советского происхождения
- 13 апреля — Хиллел Словак (ум. 1988) — американский музыкант, гитарист группы Red Hot Chili Peppers
- 22 апреля — Владимир Овчинников (ум. 2023) — российский звукорежиссёр и музыкальный продюсер[3]
- 28 апреля — Петер Садло (ум. 2016) — немецкий ударник и музыкальный педагог

### Май
- 5 мая — Дмитрий Рубин (ум. 2017) — советский и российский музыкант и поэт-песенник, участник групп «Секрет» и «Интеграл»
- 9 мая — Дэйв Гаан — британский певец и музыкант, вокалист группы Depeche Mode
- 18 мая
  - Сандра — немецкая певица, вокалистка группы Arabesque
  - Батырхан Шукенов (ум. 2015) — советский, казахский и российский эстрадный певец, музыкант и композитор, солист группы «А’Студио»
- 26 мая — Колин Вирнкоумб (ум. 2016) — британский певец, музыкант и автор песен, вокалист группы Black

### Июнь
- 2 июня — Тагир Камалов (ум. 2021) — основатель, художественный руководитель и главный дирижёр Национального симфонического оркестра Республики Башкортостан
- 8 июня — Ник Роудс — британский музыкант, основатель и клавишник группы Duran Duran
- 19 июня — Пола Абдул — американская певица, продюсер, танцовщица, хореограф, актриса и телеведущая
- 21 июня — Виктор Цой (ум. 1990) — советский певец, музыкант и автор песен, основатель и вокалист группы «Кино»[4]
- 23 июня — Светлана Разина — советская и российская поп-певица, композитор, экс-солистка советско-российской группы «Мираж», лидер и вокалистка группы «Фея»
- 29 июня — Юхан Камиц (ум. 2000) — шведский режиссёр и клипмейкер

### Июль
- 7 июля
  - Жанна Агузарова — советская и российская певица, вокалистка группы «Браво»
  - Тони Миллз[англ.] (ум. 2019) — британский рок-певец, вокалист группы Shy
- 8 июля — Джоан Осборн — американская певица и автор песен
- 16 июля — Григорий Лепс — российский певец и композитор
- 18 июля — Джек Айронс — американский музыкант, барабанщик групп Red Hot Chili Peppers и Pearl Jam

### Август
- 8 августа — Kool Moe Dee — американский рэпер
- 14 августа — Алёна Свиридова — российская певица, актриса, телеведущая
- 21 августа — Виктор Рыбин — советский музыкант, лидер группы «Дюна»
- 25 августа — Вивиан Кэмпбелл — ирландский музыкант и автор песен, гитарист групп Dio и Def Leppard

### Сентябрь
- 1 сентября — Кэроли Кармелло — американская актриса и певица
- 14 сентября — Андрей Румянцев (ум. 2015) — советский и латвийский артист балета и балетный педагог
- 20 сентября — Андрей Литягин  — советский и российский композитор и музыкальный продюсер, основатель групп «Мираж» и «Маленький Принц»
- 24 сентября — Кан (ум. 2023) — японский певец и автор песен

### Октябрь
- 2 октября — Джо Лара (ум. 2021) — американский актёр и музыкант
- 16 октября
  - Фли — американский музыкант, бас-гитарист группы Red Hot Chili Peppers
  - Дмитрий Хворостовский (ум. 2017) — советский и российский оперный певец (баритон)

### Ноябрь
- 1 ноября
  - Энтони Кидис — американский певец и музыкант, вокалист группы Red Hot Chili Peppers
  - Ирене Фарго (ум. 2022) — итальянская певица, актриса и телеведущая
- 16 ноября — Игорь Корнелюк — советский и российский певец, музыкант и автор песен
- 18 ноября
  - Пётр Поспелов (ум. 2023) — российский музыкальный критик, журналист и композитор
  - Кирк Хэмметт — американский музыкант, гитарист группы Metallica
- 28 ноября — Мэтт Кэмерон — американский музыкант, барабанщик группы Pearl Jam

### Декабрь
- 8 декабря — Марти Фридман — американский музыкант, гитарист группы Megadeth
- 10 декабря
  - Филипп Аиш (ум. 2022) — французский скрипач
  - Кассия Эллер (ум. 2001) — бразильская певица и гитаристка
- 26 декабря
  - Джеймс Коттак (ум. 2024) — американский рок-музыкант, барабанщик групп Scorpions и Kingdom Come
  - Карина Яарнек[швед.] (ум. 2016) — шведская певица
- 28 декабря — Мишель Петруччиани (ум. 1999) — французский джазовый пианист
- 30 декабря — Алессандра Муссолини — итальянская актриса, певица и политик

## Скончались
- 17 февраля — Бруно Вальтер (85) — немецкий и американский дирижёр и пианист[5]
- 19 февраля — Джеймс Бартон (71) — американский актёр, певец и танцор
- 10 апреля — Стюарт Сатклифф (21) — британский художник и музыкант, бас-гитарист группы The Beatles[6]
- 14 мая — Анна Бати (60) — венгерская оперная певица (сопрано)
- 15 мая — Алексей Аксёнов (53) — советский композитор, музыковед и музыкальный педагог
- 12 июня — Джон Айрленд (82) — британский композитор, органист и музыкальный педагог
- 24 июня — Альф Андерсен (33) — норвежский флейтист
- 20 июля — Тэруко Акацуки (41) — японская актриса и певица
- 21 июля — Масео Пинкард[англ.] (65) — американский композитор, поэт-песенник и издатель
- 4 августа — Мэрилин Монро (36) — американская актриса, певица и модель
- 5 августа — Теодоро Бальо Тена (96) — испанский скрипач, композитор и дирижёр
- 23 августа — Ирвинг Файн (47) — американский композитор и музыкальный педагог
- 26 августа — Серафим Аникеев (58) — советский артист оперетты
- 24 сентября — Макс Ауэр (82) — австрийский музыковед[7]
- 2 декабря — Николай Аносов (62) — советский дирижёр и музыкальный педагог
- 26 декабря — Гарри Кэрролл[англ.] (70) — американский пианист и композитор